# Louise Crane
Louise Crane (1913–1997) fue una filántropa estadounidense amiga de algunas de las principales figuras literarias de Nueva York, entre ellas Tennessee Williams, Marianne Moore y Margaret Millar. Fue pareja de la laureada poeta Elizabeth Bishop a quien conoció en 1930 y, desde principios de los años cincuenta hasta su muerte, de la jurista española exiliada Victoria Kent (1898-1987).

## Biografía
Su padre era Winthrop Murray Crane, un millonario americano que fue gobernador de Massachusetts, miembro de la familia propietaria de Crane Paper Company que abastece al tesoro americano para la fabricación del papel moneda. Su madre Josephine Porter Boardman era cofundadora del Museo de Arte Moderno de Nueva York (MoMA) y patrocinadora de la Escuela Dalton, un método que promueve adaptar el programa de cada estudiante a sus necesidades, intereses y habilidades para apoyar su independencia y autoestima, creado por Helen Parkhurst inspirada en educadoras como Maria Montessori, además de amante del jazz y de la música orquestal que promocionó en los "conciertos de café" en el MoMA.
Louise Crane estudió en el selecto Vassar College para chicas donde consiguió un núcleo de amistades del que formaban parte la poeta Elizabeth Bishop, que conoció en 1930 y que fue una de sus primeras parejas. Louise y Elizabeth viajaron por toda Europa y compraron juntas una casa en Cayo Hueso, Florida. Bishop vivía permanentemente en ella mientras Crane regresaba periodicamente a Nueva York.
En 1941 Crane ayudó a su madre a organizar los "Café Conciertos" del MoMA. Entre los nombres que participaron en ellos están: Mary Lou Williams, Baby Lawrence, Benny Carter, Maxine Sullivan y Billie Holiday de la que se hizo especialmente seguidora y según Jonathan Ellis en el libro Art and Memory in the Work of Elizabeth Bishop el motivo de la separación de Louise Crane y Elizabeth Bishop cuando ésta las encontró en la cama.
Tras la Segunda Guerra Mundial (1939-1945) las Crane pusieron el salón de su casa de la Quinta Avenida de Nueva York al servicio de reuniones cuya lista de invitados elaboraba el Departamento de Estado muestra del compromiso político de una alta sociedad elitista y anticomunista en tiempos de la Guerra Fría.
Según el libro Victoria Kent y Louise Crane en Nueva York. Un exilio compartido (2016) Crane y Victoria Kent mantuvieron una relación sentimental que duró hasta la muerte de la política republicana española. Durante dos décadas, de 1954 a 1974 Crane financió la revista Iberia por la Libertad editada en inglés y castellano que pretendía actuar como órgano de información del exilio español en los Estados Unidos y cuyos copresidentes de honor fueron Salvador de Madariaga y el socialista histórico Norman Thomas.
Crane fue administradora de la propiedad de Marianne Moore después de su muerte en 1972.